# Sala Petofi
La Sala Petofi (en húngaro: Petőfi Csarnok) es un centro de ocio y sala de conciertos en Budapest, la capital del país europeo de Hungría. Está situada en el Parque de la Ciudad, se trata de un famoso lugar de conciertos de música pop / rock, que sirve además como hogar para programas culturales, exposiciones y clubs de fanes. PeCsa como también es llamado, consta de una sala de 1.020 metros cuadrados, y un escenario abierto con una capacidad para recibir a 4.500 personas. El edificio está actualmente programado para su demolición con una fecha límite en 2016.